# The Moving Sidewalks
The Moving Sidewalks foi uma banda de rock psicodélico blues-rock norte-americana formada no ano do 1966 pelo futuro guitarrista do ZZ Top, Billy Gibbons.
A banda consistia em Billy Gibbons na guitarra, Don Summers no baixo, Dan Mitchell na bateria e Tom Moore nos teclados.
Gibbons fundou a banda no Texas em meados dos anos 60 especialmente em Houston.
Eles gravaram vários singles e um único álbum de estúdio, Flash. O single "99th Floor" foi um hit e ficou no ranking em #1 em Houston por seis semanas. O sucesso deste álbum levou a banda a assinar com a Wand Records.
O grupo abriu para muitos concertos de rock, incluindo The Jimi Hendrix Experience e The Doors.
Depois Tom Moore e Don Summers foram recrutados para o Exército dos Estados Unidos. Gibbons e Mitchell adicionaram Lanier Greig e formaram a original banda ZZ Top. Eles lançaram o primeiro álbum do ZZ Top, "Salt Lick", que foi lançado pela London Records.

## Discografia

### Álbuns
- Flash (1968)
- 99th Floor (1982)

### EPs
- The Moving Sidewalks (1960s)

### Singles
- "99th Floor" / "What Are You Going To Do" (1967)
- "Need Me" / "Every Night A New Surprise" (1968)
- "I Want To Hold Your Hand" / "Joe Blues" (1968)
- "Flashback" (1969)